# Anna Lindqvist
Anna Lindqvist född 1974, är en svensk illustratör, grafisk designer och animatör. Hon är utbildad på Nyckelvikens konstskola och Konstskolan i Stockholm.

## Priser och utmärkelser
- Carl von Linné-plaketten 2008 för Dumma mygga!